# Yveta
Yveta (řidčeji též Yvetta či Yweta) je ženské křestní jméno francouzského původu, starší varianta křestního jména Iveta. Svátek slaví 7. června.
S větší hustotou než kdekoliv jinde v Česku se jméno Yveta vyskytuje v Děčíně, Přerově a Lipníku nad Bečvou.

## Domácké podoby
Yvet, Yva, Yvetka, Yvuška, Yvka, Yvi

## Popularita
Jméno Yveta bylo až do roku 1955 velmi vzácné. V tomto roce se žádná Yveta nenarodila. Od té doby ovšem začal extrémně strmý nárůst, který trval až do roku 1963, kdy se narodilo nejvíce nositelek tohoto jména, a to celkem 216 – v tomto roce šlo o 57. nejoblíbenější jméno mezi novorozenými dívkami, jeho obliba převyšovala např. velmi běžné jméno Petra. Již v roce 1964 obliba rychle poklesla na 118 nově narozených, čtyři roky byla jeho obliba stabilní a potom opět začal rychlý pokles. V roce 1970 se narodilo již pouze 47 nositelek jména Yveta, v roce 1975 již jen čtrnáct nositelek a od roku 1980 se až do roku 2003 obliba stabilizovala na přibližně pět nových nositelek ročně. V 21. století nastal další pokles obliby jména a mezi novorozenými děvčaty se již vyskytuje velmi vzácně.

## Známé nositelky
- Yvetta Blanarovičová – česká herečka
- Yvetta Paulovičová – slovenská basketbalistka
- Yvetta Simonová – česká zpěvačka
- Yvetta Tannenbergerová – slovenská operní pěvkyně
- Yvette Tulip Hlaváčová – česká reprezentantka v dálkovém plavání